# Bolgár Nemzeti Bank
A Bolgár Nemzeti Bank (Българска народна банка) a Bulgáriai Köztársaság nemzeti központi bankja, a bolgár nemzeti valuta, a leva egyedüli kibocsátója. 1879. január 25-én alapították, így a világ egyik legrégebb fennálló központi bankja. A BNB független pénzügyi szervezet, a bankjegyek és érmék kibocsátásáért felel, ellenőrzi és igazgatja a bolgár bankszektort, és őrzi a bolgár kormány készpénztartalékait. A BNB a Bolgár Pénzverde egyedüli tulajdonosa.
A Bolgár Nemzeti Bank kormányzója Dimitar Radev.

## Székhelye
A Bolgár Nemzeti Bank székhelye a bolgár fővárosban, Szófiában, a Battenberg téren található. A jelenlegi épületet Iván Vasziljov és Dimitar Colov tervezte, 1934 és 1939 között épült, szigorúan nem-dekoratív neoklasszikus stílusban. Alapterülete 3700 m², négy föld feletti, és három föld alatti szintje van. A belső felületek kialakítása Iván Penkov és Decsko Uzunov keze munkáját dicséri.